# Анзоатеги
Анзоатеги (шп. Estado Anzoátegui), једна је од 23 државе у Боливарској Републици Венецуели. Налази се на североисточном делу земље. Анзоатеги је добро познат по својим прекрасним плажама које привлаче бројне посетиоце. Његова обала састоји се од једне плаже дуге око 100 км. Главни град је Барселона, а значајни су и градови Пуерто ла Круз и Ел Тигре.
Држава има укупну површину од 43.300 км ² и има 1.574.505 становника (2011). 

## Општине и општинска седишта
| Општина                              | Седиште                        | km²       | Становништво         | Мапа |
| ------------------------------------ | ------------------------------ | --------- | -------------------- | ---- |
| Општина Анако                        | Анако                          | 795 km²   | 124.431 стан. (2008) |      |
| Општина Арагуа                       | Арагуа де Барселона            | 2,624 km² | 32.558 стан. (2007)  |      |
| Општина Дијего Баутиста Урбанеха     | Лечерија                       | 12 km²    | 26.265 стан. (2007)  |      |
| Општина Фернандо де Пењалвер         | Пуерто Пириту                  | 643 km²   | 29.977стан. (2007)   |      |
| Општина Франсиско де Кармен Карвахал | Вале де Гуанапе                | 125 km²   | 12.936 стан. (2007)  |      |
| Општина Франсиско де Миранда         | Париагуан                      | 5.334 km² | 42.357 стан. (2005)  |      |
| Општина Гуанта                       | Гуанта                         | 67 km²    | 31.629 стан. (2007)  |      |
| Општина Индепенденциа                | Соледад                        | 5.929 km² | 31.399 стан. (2007)  |      |
| Општина Хозе Грегорио Монагас        | Мапире                         | 9.176 km² | 18.154 стан. (2007)  |      |
| Општина Хуан Антонио Сотило          | Пуерто ла Круз                 | 244 km²   | 247.979 стан. (2007) |      |
| Општина Juan Manuel Cajigal          | Оното                          | 1.741 km² | 13.747 стан. (2007)  |      |
| Општина Либертад                     | Сан Матео                      | 2.043 km² | 14.720 стан. (2007)  |      |
| Општина Manuel Ezequiel Bruzual      | Кларинес                       | 1.566 km² | 32.532 стан. (2007)  |      |
| Општина Педро Мариа Фреитес          | Кантаура                       | 7.153 km² | 76.892 стан. (2007)  |      |
| Општина Пириту                       | Пириту                         | 225 km²   | 24.532 стан. (2007)  |      |
| Општина Сан Хозе де Гуанипа          | Сан Хозе де Гуанипа/Ел Тигрито | 792 km²   | 76.914 стан. (2007)  |      |
| Општина Сан Хуан де Капистрано       | Бока де Учире                  | 123 km²   | 8.975 стан. (2007)   |      |
| Општина Санта Ана                    | Санта Ана                      | 1.184 km² | 10.919 стан. (2007)  |      |
| Општина Симон Боливар                | Барселона                      | 1.706 km² | 428.391 стан. (2007) |      |
| Општина Симон Родригез               | Ел Тигре                       | 703 km²   | 183.185 стан. (2007) |      |
| Општина Сир Артур Макгрегор          | Ел Чапаро                      | 1.115 km² | 9.434 стан. (2007)   |      |

## Галерија
- Панорама града Пуерто ла Круз